# Dia Internacional del Rosa
El Día Internacional del Rosa és un esdeveniment contra l'assetjament escolar i l'homofòbia que es celebra anualment el segon dimecres d'abril. L'esdeveniment es va iniciar quan els estudiants David Shepherd i Travis Price van veure que un altre estudiant, que vestia una camisa rosa, estava sent assetjat a l'institut Central Kings Rural High School a Nova Escòcia, Canadà, i van decidir mostrar el seu suport a l'estudiant promovent l'ús de samarretes roses a l'escola l'endemà.